# Bob Brown (coureur)
Bob Brown (Sydney, 9 mei 1930 - Stuttgart, 23 juli 1960) was een Australisch motorcoureur. Zijn beste seizoen was dat van 1959, toen hij zowel in de 350cc-klasse als de 500cc-klasse als derde in de WK-stand eindigde.

## Carrière
Bob Brown werkte als taxichauffeur in Australië toen hij op 25-jarige leeftijd naar Europa verhuisde.

### 1955
Voor zover bekend kwam Rob Brown in het seizoen 1955 naar Europa om zich aan te sluiten bij het Continental Circus, een grote groep rondtrekkende privérijders. Hij startte in de TT van Man, waar hij in de 350cc-Junior TT met zijn AJS Boy Racer zesenveertigste werd en in de 500cc-Senior TT met een Matchless G45 zestiende. In de Belgische Grand Prix werd hij in beide klassen elfde. In de TT van Assen werd hij in de 500cc-race vijfde nadat hij in de 350cc-race was "uitgevallen". In die TT gebeurde echter iets dat zijn volgende seizoen zou beïnvloeden: na een ronde in de 350cc-race stuurde Bob Brown samen met Jack Ahearn, Keith Campbell, Peter Davey, Rob Fitton, Phil Heath, John Hempleman, Eric Houseley, Bob Matthews, Tony McAlpine, Peter Murphy en Barry Stormont zijn machine de pit in als protest tegen de lage startgelden en de slechte voorzieningen in het rennerskwartier. De Koninklijke Nederlandse Motorrijders Vereniging diende een klacht in bij de Fédération Internationale de Motocyclisme, die de coureurs veroordeelde tot een schorsing van zes maanden die op 1 januari 1956 zou ingaan. 

### 1956
In het seizoen 1956 startte Brown in drie klassen: in de 250cc-klasse met een NSU Sportmax, in de 350cc-klasse met een AJS Boy Racer en in de 500cc-klasse met een Matchless G45. Hij kon rijden in een aantal (internationale) races, maar tot zijn schorsing voorbij was niet in het WK. Daarom moest hij de TT van Man en de TT van Assen laten schieten. In de Ulster Grand Prix werd hij tweede in de 500cc-klasse, maar de eerlijkheid gebiedt te zeggen dat het deelnemersveld in die wedstrijd nogal beperkt was. De wereldtitel van John Surtees stond al vast en het team van MV Agusta verscheen dan ook niet aan de start. De Gilera-rijders Geoff Duke en Reg Armstrong vielen uit en hun teamgenoten Pierre Monneret en Libero Liberati waren er niet. Norton had geen fabrieksrijders meer en daardoor konden privérijders als Bob Brown hun slag slaan. 

### 1957
In het seizoen 1957 startte Brown in de Lightweight TT, die werd gereden op de Clypse Course. Dat was een veel korter circuit dan de Snaefell Mountain Course. De Clypse Course liep langs de achterkant van het hotel bij Creg-ny-Baa, de Mountain Course langs de voorkant. Achter het hotel viel Bob Brown met de NSU Sportmax stil. 

#### Gilera
In 1956 was de fabrieksrijder van Gilera Geoff Duke geblesseerd geraakt tijdens een internationale 500 cc race in Imola. Bob McIntyre werd zijn vervanger, maar voor de TT van Man zocht Gilera nog een coureur die dat circuit kende. Op advies van Bob McIntyre werd Bob Brown aangetrokken. In de Junior TT won Bob McIntyre met de Gilera vóór Keith Campbell (Moto Guzzi Monocilindrica 350) en Bob Brown met de tweede Gilera 350 4C. De Isle of Man TT vierde haar 50-jarig jubileum en Gilera had speciale versies van de 350 4C en de 500 4C gemaakt. De Senior TT  was namelijk vanwege het jubileum verlengd tot acht ronden (302 km) en daarom had men de druppelstroomlijn voorzien van extra tanks in de zijkanten van de kuip. In de Senior werden McIntyre en Brown opnieuw eerste en derde, ditmaal met John Surtees met de MV Agusta 500 4C op de tweede plaats. McIntyre zelf crashte in de TT van Assen, en was enkele maanden uitgeschakeld. Daardoor kon Brown ook in de Belgische Grand Prix aan de start komen. Toen bij de start van de 500cc-race de motor van Libero Liberati niet wilde starten, gebeurde er iets ongelooflijks: teamleider Roberto Persi stapte op Brown af en dwong hem zijn motor in te leveren. Volgens een andere Australiër, Keith Bryen, die het allemaal zag gebeuren, werd Brown door Persi als "vuil" behandeld. Ook Duke, die wel aanwezig was bij de wedstrijd, was verontwaardigd en protesteerde bij Persi. Het hielp niet, Liberati startte met de verkeerde motor én het verkeerde startnummer. Dat was verboden, en nog tijdens de race werden door andere teams protesten ingediend. De Nederlandse voorzitter van de sportcommissie van de FIM Piet Nortier wuifde ze allemaal weg, en ging daarmee in tegen de regels van zijn eigen commissie. Uiteindelijk werd Liberati gediskwalificeerd, maar in januari 1958 werd de diskwalificatie teruggedraaid en werd hij toch nog winnaar. Brown was eerder op de dag al vijfde in de 350cc-race geworden. Tijdens de Ulster Grand Prix waren zowel Duke als Armstrong weer fit en daardoor moest Bob Brown zijn Gilera's weer inleveren. Hij werd hier met zijn NSU Sportmax vierde in de 250cc-race. In de afsluitende GP des Nations werd hij met een 350cc-Velocette KTT Mk VIII slechts achtste

### 1958
Eind 1957 waren Gilera, Moto Guzzi en FB Mondial uit het wereldkampioenschap wegrace gestapt. Omdat Norton en BMW dat al eerder gedaan hadden, vervloog de hoop voor veel coureurs op een fabriekscontract. Bob Brown koos in 1958 weer voor de motorfietsen die hij vóór zijn Gilera-periode had gebruikt: de NSU voor de 250cc-klasse en de AJS voor de 350cc-klasse. Voor de 500cc-klasse stapte hij over op de Norton Manx, maar hij reed ook enkele wedstrijden met een BMW RS 54. In de Lightweight TT pakte hij een vierde plaats, waardoor hij in de 250cc-klasse als veertiende eindigde. In de Junior TT werd hij slechts veertiende, maar in Monza werd hij zesde in de 350cc-klasse, waardoor hij in het wereldkampioenschap als vijftiende eindigde. In de 500cc-klasse werd hij in de Senior TT derde, in de TT van Assen tiende, in België zestiende, in Duitsland en in Zweden zesde, in Ulster zevende en in Monza viel hij uit. Hij eindigde in het WK van 1958 als twaalfde in de 500cc-klasse. 

### 1959
In het seizoen 1959 ging het heel goed met Bob Brown. In de TT van Man werd hij derde in de Senior TT en tweede in de 500 Formula One TT. In de Duitse Grand Prix werd hij ook derde in de 500cc-race, maar de MV Agusta's waren zo oppermachtig dat hij op een ronde achterstand werd gereden. In de TT van Assen werd hij tweede achter John Surtees. Daar werd ook een "Formule 1-race" verreden, die Brown won. Daar waren de MV Agusta's echter uitgesloten van deelname. In de Belgische Grand Prix werd hij vierde in de 500cc-race, maar omdat MV Agusta-rijder Remo Venturi vijfde werd kwam die - ondanks zijn snelle motorfiets - in de WK-stand onder grote druk van Brown te staan. In de GP van Zweden werd de 500cc-race weer verreden als "Formule 1", zonder de MV Agusta's en ook hier won Bob Brown. In de 350cc-race werd hij derde. In de Ulster Grand Prix werd hij in de 500cc-race vijfde, maar hij kwam in de WK-stand gelijk met Venturi op de tweede plaats. Ook in de 350cc-race werd hij tweede. In de GP des Nations werd hij vierde in de 500cc-race en derde in de 350cc-race. Hij sloot het seizoen af als derde in beide klassen, het hoogst haalbare voor een coureur die niet op een MV Agusta reed.

### 1960
In 1959 waren er voor het eerst motorfietsen uit Japan aan de start gekomen: vier Japanse coureurs verschenen met de 125 cc Honda RC 142 aan de start en bezetten in de Ultra-Lightweight TT de plaatsen zes, zeven, acht en elf. In het seizoen 1960 was Brown van plan om net als in 1959 met zijn beide Nortons in de 350- en de 500cc-klasse te starten. Het seizoen begon goed met een derde en een vierde plaats in de Grand Prix van Frankrijk. Tijdens de trainingen van de TT van Man raakte de Japanner Kenjiro Tanaka geblesseerd en Honda benaderde Bob Brown om hem tijdens de Lightweight TT te vervangen. Brown reed de Honda RC 161 naar de vierde plaats en was daarmee de beste Honda-coureur. In de Senior TT werd hij zesde. In de TT van Assen werd hij tweede in de 500cc-race en vierde in de 350cc-race. Honda-rijders Tom Phillis en Naomi Taniguchi raakten hier geblesseerd, maar werden vervangen door Jan Huberts en Jim Redman. In de Grand Prix van België werd Brown derde in de 500cc-race. Honda vroeg hem nu om met de 125cc-Honda RC 143 te rijden, maar hij werd er slechts tiende mee. 

## Overlijden
Na de Grand Prix van België leek het erop dat Bob Brown zijn prestaties van 1959 zou kunnen herhalen: In de 350- en de 500cc-klasse stond hij weer als beste niet-MV Agusta-rijder geklasseerd en in de 250cc-klasse als beste Honda-rijder met slechts één gereden wedstrijd. Honda vroeg hem dan ook om in de Duitse Grand Prix de RC 161 weer te rijden. Op 23 juli, tijdens de training met de 250cc-Honda op de Solitudering, crashte hij echter. Hij raakte een hek en werd afgevoerd naar het ziekenhuis in Stuttgart, waar hij overleed aan de gevolgen van een schedelbasisfractuur.

Hij werd postuum vierde in de 500cc-klasse, zesde in de 350cc-klasse en elfde in de 250cc-klasse.

## Wereldkampioenschap wegrace resultaten
(Punten (tussen haakjes) zijn inclusief streepresultaten)
| Jaar | Klasse | Team   | Motorfiets            | 1       | 2       | 3       | 4       | 5       | 6       | 7       | 8     |         | Punten | Plaats                                        | Wereldkampioen |
| ---- | ------ | ------ | --------------------- | ------- | ------- | ------- | ------- | ------- | ------- | ------- | ----- | ------- | ------ | --------------------------------------------- | -------------- |
| 1955 | 350 cc | Privé  | AJS 7R                |         | FRA -   | IOM 46  | DUI -   | BEL 11  | NED DNF | ULS -   | NAT - | 0       | -      | Bill Lomas, Moto Guzzi Monocilindrica 350     |                |
| 1955 | 500 cc | Privé  | Matchless G45         | SPA -   | FRA -   | IOM 16  | DUI -   | BEL 11  | NED 5   | ULS -   | NAT - | 2       | 20e    | Geoff Duke, Gilera 500 4C                     |                |
| 1956 | 250 cc | Privé  | NSU Sportmax          | IOM DNS | NED DNS | BEL -   | DUI 5   | ULS -   | NAT -   |         |       | 3       | 12e    | Carlo Ubbiali, MV Agusta 250 Bialbero         |                |
| 1956 | 350 cc | Privé  | AJS 7R                | IOM DNS | NED DNS | BEL -   | DUI -   | ULS 6   | NAT -   |         |       | 1       | 17e    | Bill Lomas, Moto Guzzi Monocilindrica 350     |                |
| 1956 | 500 cc | Privé  | Matchless G45         | IOM DNS | NED DNS | BEL DNF | DUI -   | ULS 2   | NAT -   |         |       | 6       | 8e     | John Surtees, MV Agusta 500 4C                |                |
| 1957 | 250 cc | Privé  | NSU Sportmax          | DUI -   | IOM DNF | NED -   | BEL -   | ULS 4   | NAT DNF |         |       | 3       | 14e    | Cecil Sandford, Mondial 250 Bialbero          |                |
| 1957 | 350 cc | Gilera | Gilera 350 4C         | DUI -   | IOM 3   | NED -   | BEL 5   | ULS DNS |         |         |       | 6       | 7e     | Keith Campbell, Moto Guzzi Monocilindrica 350 |                |
| 1957 | 350 cc | Privé  | Velocette KTT Mk VIII |         |         |         |         |         | NAT 8   |         |       | 6       | 7e     | Keith Campbell, Moto Guzzi Monocilindrica 350 |                |
| 1957 | 500 cc | Gilera | Gilera 500 4C         | DUI -   | IOM 3   | NED -   | BEL DNS | ULS DNS | NAT DNS |         |       | 4       | 9e     | Libero Liberati, Gilera 500 4C                |                |
| 1958 | 250 cc | Privé  | NSU Sportmax          | IOM 4   | NED -   |         | DUI -   | ZWE -   | ULS -   | NAT -   |       | 3       | 14e    | Tarquinio Provini, MV Agusta 250 Bialbero     |                |
| 1958 | 350 cc | Privé  | AJS 7R                | IOM 14  | NED -   | BEL 13  | DUI -   | ZWE -   | ULS -   | NAT 6   |       | 1       | 15e    | John Surtees, MV Agusta 350 4C                |                |
| 1958 | 500 cc | Privé  | Norton 30M            | IOM 3   | NED 10  | BEL 16  | DUI 6   | ZWE 6   | ULS 7   |         |       | 6       | 12e    | John Surtees, MV Agusta 500 4C                |                |
| 1958 | 500 cc | Privé  | BMW RS 54             |         |         |         |         |         |         | NAT DNF |       | 6       | 12e    | John Surtees, MV Agusta 500 4C                |                |
| 1959 | 350 cc | Privé  | Norton 40M            | FRA 8   | IOM 7   | DUI -   |         |         | ZWE 3   | ULS 2   | NAT 3 | 14      | 3e     | John Surtees, MV Agusta 350 4C                |                |
| 1959 | 500 cc | Privé  | Norton 30M            | FRA 9   | IOM 3   | DUI 3   | NED 2   | BEL 4   |         | ULS 5   | NAT 4 | 17 (22) | 3e     | John Surtees, MV Agusta 500 4C                |                |
| 1960 | 125 cc | Honda  | Honda RC 143          | FRA -   | IOM -   | NED -   | BEL 10  | DUI (†) | ULS -   | NAT -   |       | 0       | -      | Carlo Ubbiali, MV Agusta 125 Bialbero         |                |
| 1960 | 250 cc | Honda  | Honda RC 161          | FRA -   | IOM 4   | NED -   | BEL -   | DUI (†) | ULS -   | NAT -   |       | 3       | 11e    | Carlo Ubbiali, MV Agusta 250 Bicilindrica     |                |
| 1960 | 350 cc | Privé  | Norton 40M            | FRA 4   | IOM 4   | NED -   |         | DUI (†) | ULS -   | NAT -   |       | 6       | 6e     | John Surtees, MV Agusta 350 4C                |                |
| 1960 | 500 cc | Privé  | Norton 30M            | FRA 3   | IOM 6   | NED 2   | BEL 3   | DUI (†) | ULS -   | NAT -   |       | 15      | 4e     | John Surtees, MV Agusta 500 4C                |                |